# Canthium mite
Canthium mite är en måreväxtart som beskrevs av Friedrich Gottlieb Bartling och Dc.. Canthium mite ingår i släktet Canthium och familjen måreväxter. Inga underarter finns listade i Catalogue of Life.